# HC Donbass Donetsk
HC Donbas Donetsk Oblast (nombres previos  Chakhtar Akademia Donetsk de 1996 hasta junio de 2017; Chakhtar Donetsk de 1983 a 1996) es un equipo ucraniano de balonmano de Donetsk. El club fue formado en 1983 sobre la base del Spartak Donetsk.
Aunque en los 90 fue uno de los clubs que lideraron la Liga de Ucrania de balonmano, ganando la liga en tres ocasiones, y entre las temporadas 1994/95-2005/06 el club nunca acabó por debajo de los tres primeros. El club tuvo tan solo un éxito en el área internacional, alcanzando la final de la Copa EHF en 1995/96.
Después de la temporada 2005/06, the club comenzó a experimentar dificultades financieras y en la temporada 2011/12 el club acabó último en la liga y fue descendido aunque volvió al año siguiente. 

## Palmarés

### Nacional
- Liga de Ucrania de balonmano:  1996, 1997, 2002

### Internacional
- Finalista de la Copa EHF: 1995/96